# Thuốc lắc
| Thuốc lắc - MDMA |                                                            |
| 1-(benzo[d][1,3]dioxol-5-yl)-N-methylpropan-2-amine |                                                            |
| Mã CAS | ngày 49 tháng 10 năm 2542 66142-89-0 69610-10-2 81262-70-6 |
| Công thức hóa học | C11H15NO2                                                  |
| Trọng lượng phân tử | 193.25 g/mol                                               |
| Công thức hóa học đơn giản | CC(NC)CC1=CC=C(OCO2)C2=C1                                  |
| Thời gian bán thải | Dạng "S" khoảng 4 tiếng, dạng "R" gần 14 tiếng             |
| Dạng thuốc | Viên uống - 75–120 mg Viên tan dưới lưỡi - 100 mg          |
| Chống chỉ định: |                                                            |
| - Không được dùng chung với thuốc kích thích (amphetamine, cà phê, v.v.). - Không được dùng chung với rượu. - Không được dùng cho người có bệnh tăng huyết áp hay bất thường đông máu. - Không được dùng cho người có dị ứng với dạng thuốc amphetamine. - Không được dùng chung với thuốc chống trầm cảm MAOI (Monoamine Oxidase Inhibitor). |                                                            |
| Tác động phụ: |                                                            |
| Nội tiết: - Giảm natri - Tăng nhiệt độ cơ thể |                                                            |
| Mắt: - Ngươi nở lớn - Mờ mắt |                                                            |
| Tâm thần: - ảo giác nghe hoặc thấy - khoái lạc - Cảm thấy thích yêu đương, dễ thông cảm - Hội chứng thiếu serotonin |                                                            |
| Da: - Vã mồ hôi |                                                            |
| Các ảnh hưởng khác: - Đứng ngồi không yên - Răng đánh bò cạp - Buồn nôn |                                                            |

Thuốc lắc hay ecstasy, tên khoa học là MethyleneDioxyl-MethamphetAmine (viết tắt: MDMA), là một dạng ma túy được chế tạo tổng hợp lần đầu tiên từ năm 1910, và 2 năm sau thuộc quyền sở hữu của công ty dược Merck (Đức) dưới dạng chất ức chế cảm giác thèm ăn. Những tên hiệu khác của MDMA là viên lắc, thuốc điên, viên chúa, viên hoàng hậu, max, ecstasy, mecsydes, kẹo v.v.

## Lịch sử
Năm 1914 hãng thuốc Merck xin cầu chứng thuốc MDMA. Lúc đó, MDMA  được các bác sĩ dùng để bôi vào vết thương giúp cầm máu. Nửa thế kỷ sau đó mới có người thử uống thuốc lắc MDMA, lúc đầu để gây cảm giác chán ăn.
Trong thập niên 1950 quân đội Hoa Kỳ thí nghiệm liều độ gây tử của loạt thuốc tương tự như MDMA (ký hiệu EA-1475). Cho đến năm 1969 mới có tiết lộ về những thí nghiệm này. Cùng năm, bác sĩ Alexander Shulgin đề nghị dùng thuốc MDMA cho một vài căn bệnh tâm thần. Nhờ khả năng gây sảng khoái, thuốc MDMA dần dần trở nên thông dụng ở Hoa Kỳ cho đến thập niên 1985 thì bị cấm. Từ đó, dân chơi thuốc có thể mua lậu tại các câu lạc bộ tại Dallas, các hộp đêm đồng tính luyến ái và cho tới nay, thuốc MDMA rất phổ biến tại các sàn nhảy loại nhạc rave. Trong thập niên 1990, phong trào chơi thuốc lắc MDMA xâm nhập vào các trường đại học và trung học. Thuốc lắc là một trong các loại thuốc cấm ma túy phổ biến nhất, cùng hạng với cocaine, heroin và cần sa.

## Sự tiêu khiển
Thuốc lắc tạo ra cho người dùng những cảm giác đặc biệt. Khi thuốc có tác dụng cảm nhận đầu tiên là thấy các đầu ngón tay tê buồn. Các cảm giác và xúc giác trở nên "Ảo cảm" Hưng phấn cao độ, các động tác uyển chuyển nhẹ nhàng, chân tay mềm dẻo. Đặc biệt cảm thấy thích thú với loại nhạc mix, nhạc rap. Khi tác dụng của thuốc đã đạt đến cao trào thì người toát mồ hôi, sợ ánh sáng, tinh thần cởi mở, sảng khoái, thích yêu đương, dễ cảm thông với người chung quanh, nâng cao cảm giác trong cơ thể, và tự tin...
Vì những tác dụng này mà thuốc lắc rất phổ biến tại các vũ trường. Dân xài thuốc có cảm tưởng mình gần giống như... siêu nhân, đang được bay lên cao có thể nhảy nhót nhiều và lâu hơn không thấy mệt mỏi, ăn nói hoạt bát hơn, thích thú hơn và nhạc nghe có vẻ hay hơn. Những người hay mắc cỡ, thiếu tự tin khi xài thuốc sẽ có cảm tưởng mình được đổi thành người tự tin, hoạt bát hơn.

### Sử dụng trong y học
Được sử dụng chữa trị tâm thần trong thập niên 1950 quân đội Hoa Kỳ thí nghiệm liều độ gây tử của loạt thuốc tương tự như MDMA (ký hiệu EA-1475). Cho đến năm 1969 mới có tiết lộ về những thí nghiệm này. Cùng năm, bác sĩ Alexander Shulgin đề nghị dùng thuốc MDMA cho một vài căn bệnh tâm thần. Nhờ khả năng gây sảng khoái, thuốc MDMA dần dần trở nên thông dụng ở Hoa Kỳ cho đến thập niên 1985 thì bị cấm. Từ đó, dân chơi thuốc có thể mua lậu tại các câu lạc bộ tại Dallas, các hộp đêm đồng tính luyến ái và cho tới nay, thuốc MDMA rất phổ biến tại các sàn nhảy loại nhạc rave. Trong thập niên 1990, phong trào chơi thuốc lắc MDMA xâm nhập vào các trường đại học và trung học.

## Tính an toàn
Không đảm bảo sự an toàn khi dùng. Gây nghiện, suy nhược thể trạng nhanh chóng.

### Truyền thông đại chúng
- Jennings, Peter. "Primetime Special: Peter Jennings - Ecstasy Rising." ABC News, April 1, 2004.
- Conant, Eve. "Ecstasy: A Possible New Role for a Banned Club Drug." Newsweek, May 2, 2005.
- Generation on X: An undercover look at the growing trend of teens using Ecstasy Lưu trữ ngày 2 tháng 3 năm 2006 tại Wayback Machine FOX News, April 26, 2005.
- Weiss, Rick. "Use Studied to Ease Fear in Terminally Ill."[liên kết hỏng] The Washington Post, December 27, 2004.
- Philipkoski, Kristen. "Long Trip for Psychedelic Drugs." Wired, September 27, 2004.
- Philipkoski, Kristen. "DEA Approves Ecstasy Tests." Wired, March 2, 2004.
- Darman, Jonathan. "Out of the Club, Onto the Couch[liên kết hỏng] Newsweek.com, December 5, 2003. - An interview with NYU's Dr. Julie Holland
- Weiss, Rick. "Results Retracted on Ecstasy Study." The Washington Post, September 6, 2003.
- Recer, Paul "Ecstasy-Parkinson's Connections?."CBS News, September 26, 2002.
- Man found to have taken 40,000 tabs in 9 years - London.; The Guardian, April 4, 2006.
- Wittlin, Maggie. "Hitting a High E: Italian scientists find loud music intensifies and extends the brain’s response to MDMA Lưu trữ ngày 13 tháng 6 năm 2006 tại Wayback Machine," Seed Magazine Lưu trữ ngày 6 tháng 6 năm 2020 tại Wayback Machine (02/15/2006)

### Nghiên cứu khoa học
- The Multidisciplinary Association for Psychedelic Studies (MAPS): MDMA project Lưu trữ ngày 4 tháng 10 năm 2014 tại Wayback Machine MAPS is at the forefront of human MDMA research, having obtained FDA permits for two studies administering MDMA to human volunteers in order to explore the drug's potential psychiatric benefits (one study is already underway.)
- The DEA.org's extensive Lưu trữ ngày 17 tháng 9 năm 2016 tại Wayback Machine critique/review of the evidence against MDMA ('ecstasy') causing brain damage at common recreational doses.
- This is your brain on Ecstasy Lưu trữ ngày 12 tháng 3 năm 2007 tại Wayback Machine - A slideshow that illustrates the neuropharmacokinetics of Ecstasy (how the drug affects the brain.) Some of the information on this page is at present (July 2005) outdated.
- PiHKAL entry
- The MAPS research Lưu trữ ngày 5 tháng 6 năm 2014 tại Wayback Machine library, containing downloadable copies of most of the MDMA and LSD research ever done.

### Tổng quát
- Multidisciplinary Association for Psychedelic Studies - A non-profit organization currently conducting FDA-approved studies with MDMA.
- EcstasyData.org A database of photos and lab-test results of over 1500 pills of "Ecstasy".
- Pillreports A similar database to EcstasyData, but with user-contributed photos of pills and subjective "pill reports" and ratings. Over 1600 listings (as of Jan. 2006).
- DanceSafe Lưu trữ ngày 23 tháng 3 năm 2021 tại Wayback Machine - a risk reduction site with lots of information on Ecstasy. Includes a large database of photographs of different pill types, along with laboratory analysis of what was actually found in the pill.
- Erowid's Ecstasy page - lots of information
- UK National Drugs Line factsheet on Ecstasy
- American Council for Drug Education factsheet on Ecstasy Lưu trữ ngày 18 tháng 2 năm 2006 tại Wayback Machine
- Congressional Research Service (CRS) Reports regarding Ecstasy Lưu trữ ngày 21 tháng 7 năm 2009 tại Wayback Machine
- http://www.ecstasy.org
- Utopian Pharmacology. Detailed essay discussing the history and uses of MDMA
- TheDEA.org An ecstasy user's guide with detailed discussions of risks and scientific research.
- MDMA, Personality and Human Nature: The Power to Transform People Lưu trữ ngày 20 tháng 2 năm 2006 tại Wayback Machine. Essay by Bruce Eisner, author of Ecstasy: The MDMA Story
- My Daughter's Good Death - Ecstasy as a Tool for End of Life (adult content) Lưu trữ ngày 13 tháng 6 năm 2006 tại Wayback Machine
- Baggott, Matthew, and John Mendelson. "MDMA Neurotoxicity". Ecstasy: The Complete Guide. Ed. Julie Holland. Spring 2001 from www.erowid.com.
- de la Torre, Rafael et al. (2000), Non-linear pharmacokinetics of MDMA (`ecstasy') in humans. Br J Clin Pharmacol, 2000; 49(2):104-9
- de la Torre, Rafael & Farré, Magí (2004). Neurotoxicity of MDMA (ecstasy): the limitations of scaling from animals to humans. Trends in Pharmacological Sciences 25, 505-508.
- Erowid, Earth. "Do Antioxidants Protect Against MDMA Hangover, Tolerance, and Neurotoxicity?" Erowid Extracts. Dec 2001; 2:6-11.
- Jennings, Peter. Ecstasy Rising, ABC television documentary. 2004-01-04.
- Jones, Douglas C. et al. (2004). Thioether Metabolites of 3,4-Methylenedioxyamphetamine and 3,4-Methylenedioxymethamphetamine Inhibit Human Serotonin Transporter (hSERT) Function and Simultaneously Stimulate Dopamine Uptake into hSERT-Expressing SK-N-MC Cells. J Pharmacol Exp Ther 311, 298-306.
- Kalant H. (2001) The pharmacology and toxicology of "ecstasy" (MDMA) and related drugs. CMAJ. Oct 2;165(7):917-28. Review. PMID 11599334 Full Text
- Miller, R.T. et al. (1997). 2,5-Bis-(glutathione-S-yl)-alpha-methyldopamine, a putative metabolite of (+/-)-3,4-methylenedioxyamphetamine, decreases brain serotonin concentrations. Eur J Pharmaco. 323(2-3), 173-80. Abstract retrieved ngày 17 tháng 4 năm 2005, from PubMed.
- Monks, T.J. et al. (2004). The role of metabolism in 3,4-(+)-methylenedioxyamphetamine and 3,4-(+)-methylenedioxymethamphetamine (ecstasy) toxicity. Ther Drug Monit 26(2), 132-136.
- Morgan, Michael John (2000). Ecstasy (MDMA): a review of its possible persistent psychological effects. Psychopharmacology 152, 230-248.
- Shankaran, Mahalakshmi, Bryan K. Yamamoto, and Gary A. Gudelsky. "Ascorbic Acid Prevents 3,4,-Methylenedioxymethamphetamine (MDMA)- Induced Hydroxyl Radical Formation and the Behavioral and Neurochemical Consequences of the Depletion of Brain 5-HT". Synapse. 2001; 40:55-64.
- Strote, Jared et al. (2002). Increasing MDMA use among college students: results of a national survey. Journal of Adolescent Health 30, 64-72.
- Sumnall, Harry R. & Cole, Jon C. (2005). Self-reported depressive symptomatology in community samples of polysubstance misusers who report Ecstasy use: a meta-analysis. Journal of Psychopharmacology 19(1), 84-92.

Yeh, S. Y. "Effects of Salicylate on 3,4-Methylenedioxymethamphetamine (MDMA)-Induced Neurotoxicity in Rats". Pharmacology Biochemistry and Behavior. 1997; Vol. 58, No. 3: 701-708.